# Rohraband
Rohraband é uma vila no distrito de Dhanbad, no estado indiano de Jharkhand.

## Demografia
Segundo o censo de 2001, Rohraband tinha uma população de 4284 habitantes. Os indivíduos do sexo masculino constituem 54% da população e os do sexo feminino 46%. Rohraband tem uma taxa de literacia de 62%, superior à média nacional de 59,5%: a literacia no sexo masculino é de 74% e no sexo feminino é de 48%. Em Rohraband, 13% da população está abaixo dos 6 anos de idade.